# Bridgette Mitchell
Bridgette Mitchell, née le 21 octobre 1987 à Trenton (New Jersey) est une joueuse américaine de basket-ball.

## Biographie
Formée à l'université Duke de 2007 à 2010, elle a été en 2010 finaliste du championnat NCAA. Elle est recrutée pour sa première expérience professionnelle par Villeneuve-d'Ascq comme joker médical à la suite de la blessure d'Émilie Gomis. Elle quitte le club après la 16e journée, heureuse de cette expérience malgré le classement décevant du club. En avril, elle est engagée pour le camp de pré-saison du Storm de Seattle

## Statistiques NCAA
- 2007-2008 : 2,6 pts/m 2,6 rbds/m.
- 2008-2009 : 4,5 pts/m 3,6 rbds/m.
- 2009-2010 : 8,4 pts/m 4,6 rbds/m[2].

## Clubs
- 2007-2010 : Blue Devils de Duke
- 2010-2011 : Villeneuve-d'Ascq